# Elizabeth Garrels
Elizabeth Garrels (nacida en 1946) es una profesora universitaria estadounidense, especialista en literatura en lengua y literatura en lengua española, especialmente de autores americanos de los siglos XIX y XX, con especial interés en el campo del feminismo. En 2014 se jubiló en el Instituto de Tecnología de Massachusetts tras 35 años de dedicarse allí a la enseñanza y la investigación en la Facultad de Humanidades, Artes y Ciencias Sociales. Ha hecho estudios y ediciones de las obras de Teresa de la Parra, Domingo Faustino Sarmiento o José Carlos Mariátegui.
Nació en el seno de una familia conservadora. Recibió sus primeras clases de español en Estados Unidos y perfeccionó el idioma durante un año de estancia en España. Llegó a dominarlo como si fuera su lengua materna. En la Universidad de Míchigan realizó estudios con la profesora Frances Wyers, quien le influyó mucho. Después, Garrels se doctoró en la Universidad de Harvard, donde tuvo como profesor a Raimundo Lida, quien también fue un modelo para su carrera.
Tras doctorarse, impartió clases de inglés en la Universidad Central de Venezuela en Caracas. Regresó a Estados Unidos en 1976 y se instaló en Boston, donde fue profesora en el Amherst College hasta que, en 1979, comenzó a dar clases en el Instituto de Tecnología de Massachusetts, donde desarrollaría ya toda su carrera docente.